# Audrix
Audrix is een gemeente in het Franse departement Dordogne (regio Nouvelle-Aquitaine) en telt 238 inwoners (1999). De plaats maakt deel uit van het arrondissement Sarlat-la-Canéda.
In 1907 werd in deze gemeente na een aardverschuiving de Gouffre de Proumeyssac (her)ontdekt, een grot van 50 meter hoog met indrukwekkende stalagmieten en stalactieten.

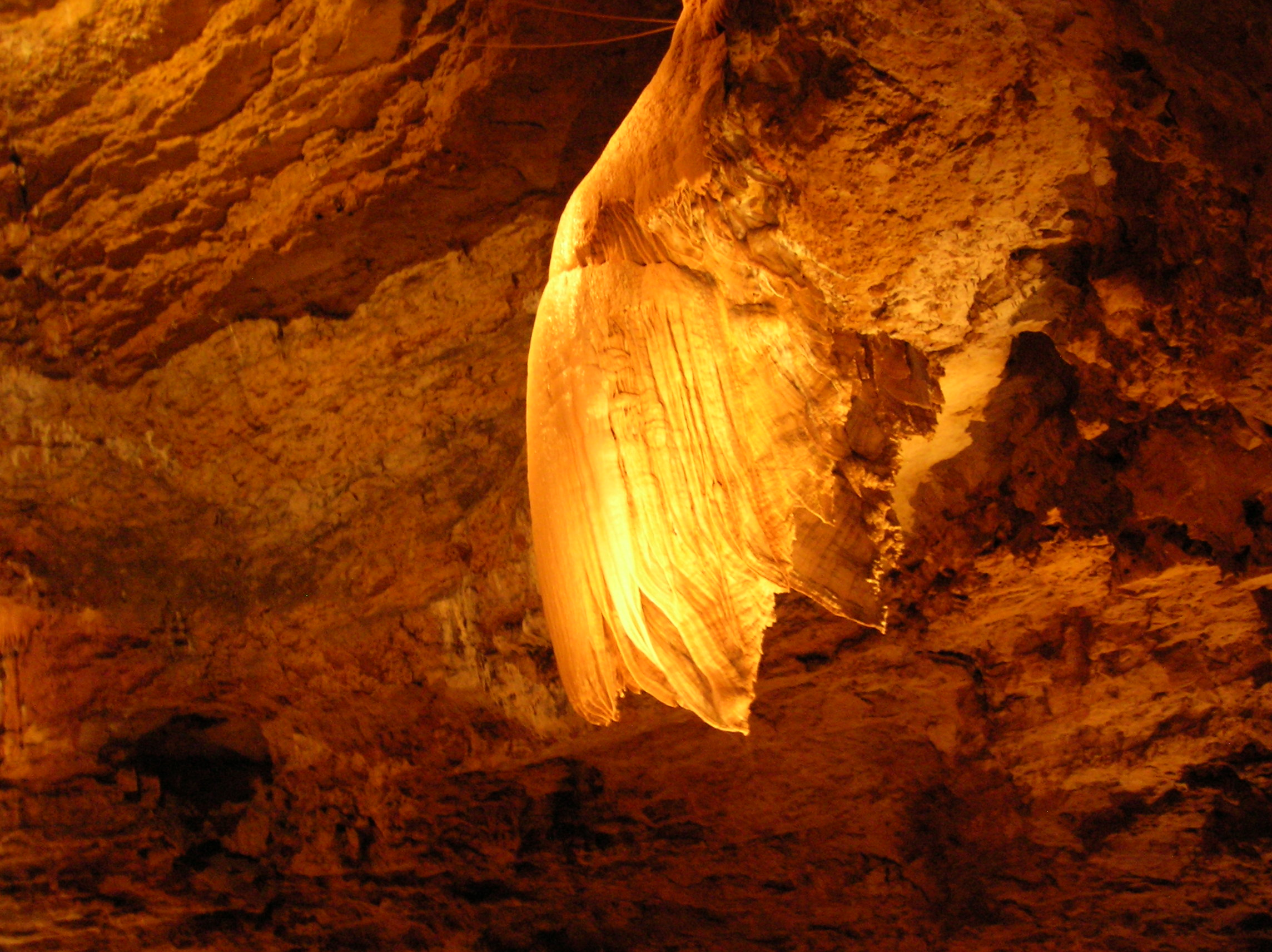
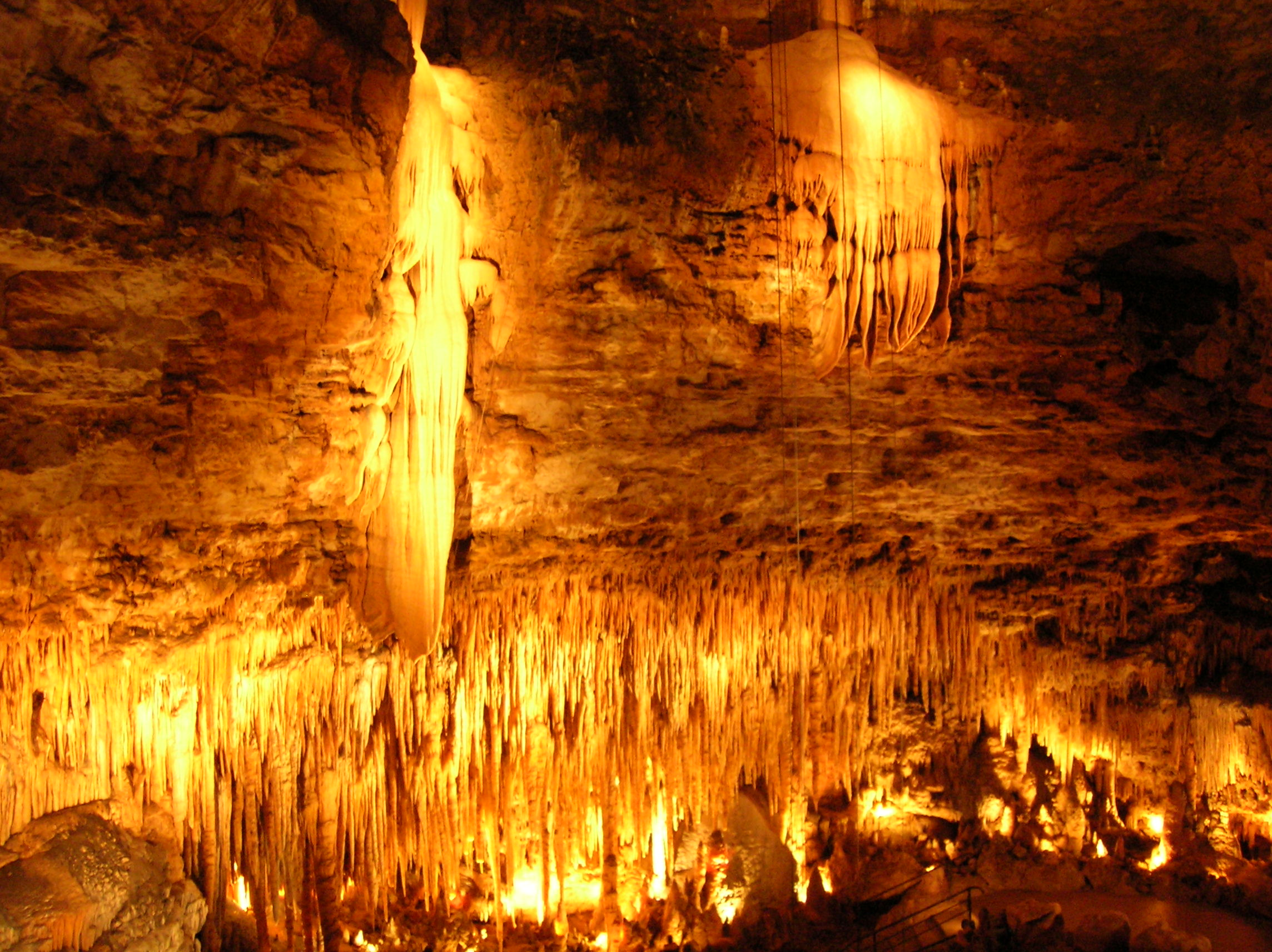
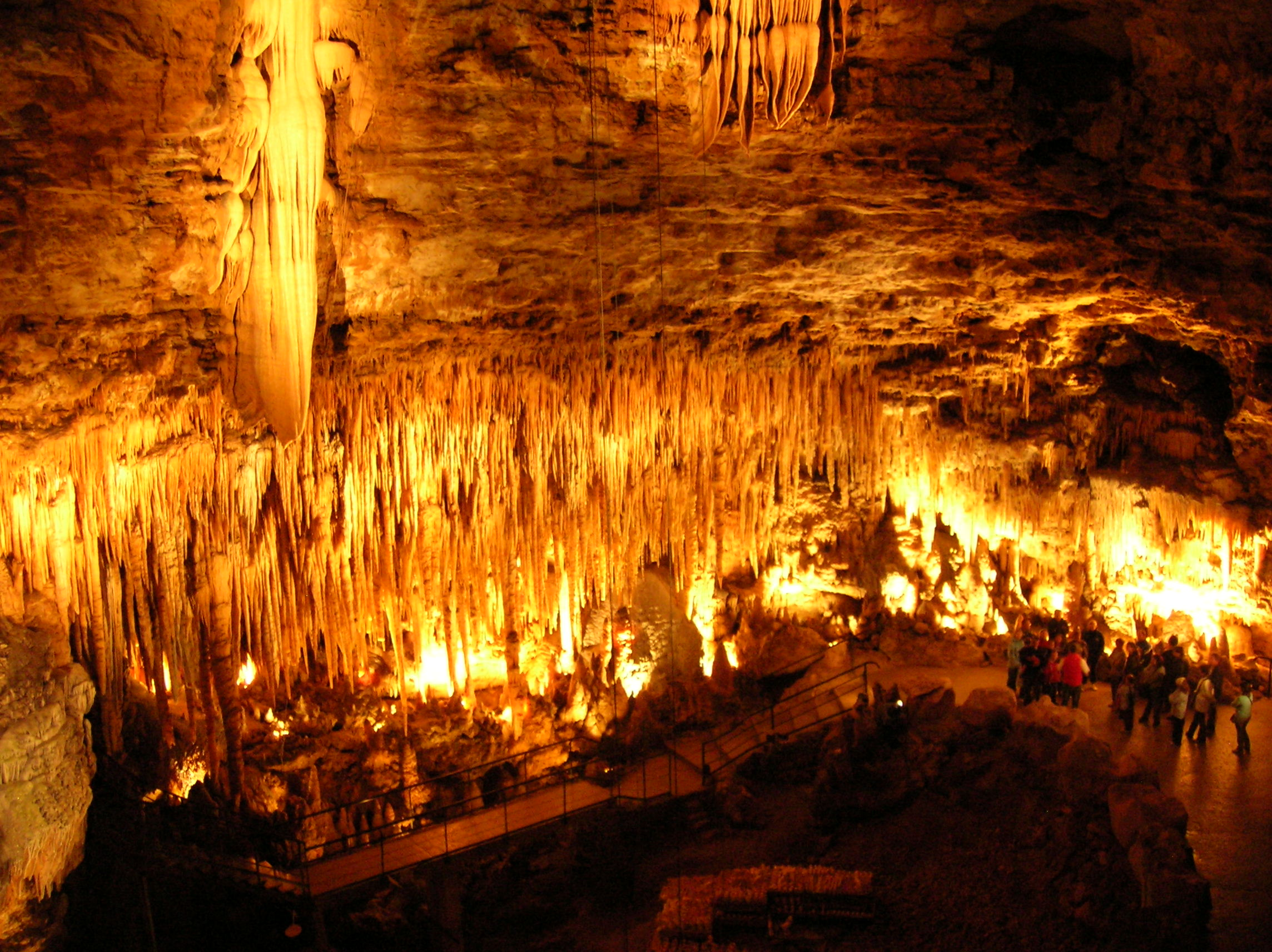

## Geografie
De oppervlakte van Audrix bedraagt 6,2 km², de bevolkingsdichtheid is 38,4 inwoners per km².
De onderstaande kaart toont de ligging van Audrix met de belangrijkste infrastructuur en aangrenzende gemeenten.

## Demografie
Onderstaande figuur toont het verloop van het inwonertal (bron: INSEE-tellingen).